# Hinjilicut
Hinjilicut es una ciudad y  comité de área notificada situada en el distrito de Ganjam en el estado de Odisha (India). Su población es de 24671 habitantes (2011). Se encuentra a  19 km de Brahmapur y a 158 km de Bhubaneswar.

## Demografía
Según el censo de 2011 la población de Hinjilicut era de 24671 habitantes, de los cuales 12678 eran hombres y 11993 eran mujeres. Hinjilicut tiene una tasa media de alfabetización del 81,61%, superior a la media estatal del 72,87%: la alfabetización masculina es del 88,75%, y la alfabetización femenina del 74,03%.